# بابی ترینر
بابی ترینر (انگلیسی: Bobby Trainor؛ ۲۵ آوریل ۱۹۳۴ – ۲۰۲۰ یا ۲۰۲۱) بازیکن فوتبال اهل ایرلند شمالی بود.  وی در فهرست تیم ملی فوتبال ایرلند شمالی در جام جهانی فوتبال ۱۹۵۸ قرار داشت اما به کشور سوئد سفر نکرد.